# Affliction
Affliction è un film del 1997 diretto da Paul Schrader, tratto dal romanzo Tormenta di Russell Banks.

## Trama
Wade Whitehouse è un poliziotto in un piccolo paese del New Hampshire, divorziato e impegnato nel tentativo di instaurare un rapporto con la figlia, la quale però sembra respingerlo. L'uomo ha alle spalle un passato tormentato, con un padre che era solito ubriacarsi e imporsi violentemente su di lui, sulla madre e sul fratello minore Rolfe.
In un giorno di apparente calma, un vecchio sindacalista, Evan Twombley, perde la vita durante una battuta di caccia con Jack Hewitt, il migliore amico di Wade. La cosa suscita scalpore tra chi viene a saperlo, ma il tutto viene subito liquidato come un incidente; Wade non è però convinto che sia andata così. Successivamente egli scopre che sua madre è morta per ipotermia. Dopo il funerale, Rolfe dice a Wade di credere che l'incidente di caccia di Twombley possa essere un complotto ordito da alcune persone tra cui il suo datore di lavoro, Gordon LaRiviere e lo stesso Jack.

## Riprese
Le riprese sono state effettuate in Québec.

## Distibuzione
Il film è stato presentato in anteprima il 28 agosto 1997 alla 54ª Mostra internazionale d'arte cinematografica di Venezia

## Riconoscimenti
- 1999 - Premio Oscar
  - Miglior attore non protagonista a James Coburn
  - candidatura Miglior attore protagonista a Nick Nolte
- 1999 - Golden Globe
  - candidatura Miglior attore in un film drammatico a Nick Nolte
- 1999 - Independent Spirit Award
  - candidatura Miglior film a Linda Reisman
  - candidatura Migliore regia a Paul Schrader
  - candidatura Miglior attore protagonista a Nick Nolte
  - candidatura Miglior attore non protagonista a James Coburn
  - candidatura Migliore sceneggiatura a Paul Schrader
  - candidatura Migliore fotografia a Paul Sarossy
- 1997 - Seminci
  - Miglior attore a Nick Nolte
  - Migliore fotografia a Paul Sarossy
  - Menzione Speciale a Paul Schrader
- 1998 - New York Film Critics Circle Award
  - Miglior attore protagonista a Nick Nolte
  - candidatura Miglior film
- 1999 - Satellite Award
  - candidatura Miglior attore in un film drammatico a Nick Nolte
- 1999 - Screen Actors Guild Award
  - candidatura Miglior attore protagonista a Nick Nolte
  - candidatura Miglior attore non protagonista a James Coburn